# Thaptomys nigrita
Thaptomys nigrita (Lichtenstein, 1829) è un roditore della famiglia dei Cricetidi, unica specie del genere Thaptomys (Thomas, 1916), diffuso nell'America meridionale.

## Descrizione

### Dimensioni
Roditore di piccole dimensioni, con la lunghezza della testa e del corpo tra 81 e 111 mm, la lunghezza della coda tra 39 e 55 mm, la lunghezza del piede tra 14 e 21 mm, la lunghezza delle orecchie tra 9 e 13 mm e un peso fino a 24 g.

### Aspetto
Il cranio è alquanto robusto, con un rostro corto e tozzo e le ossa nasali relativamente brevi. La regione inter-orbitale è ampia, la scatola cranica è liscia e squadrata. Il palato è corto, piatto e largo, i fori palatali sono lunghi. Gli incisivi superiori sono lunghi e opistodonti, ovvero con le punte rivolte verso l'interno, i molari hanno la corona alta.
Sono caratterizzati dalla seguente formula dentaria:
La pelliccia è corta e vellutata. Le parti dorsali sono marroni scure, bruno-olivastre o bruno-rossastre finemente cosparse di peli bruno-giallastri e bruno-nerastri, mentre le parti ventrali variano dal giallo-brunastro al grigio-brunastro con dei riflessi giallastri e la base dei peli grigio scura. Gli occhi sono molto piccoli. Le orecchie sono corte. Gli artigli anteriori sono lunghi e fini, mentre quelli dei piedi sono più corti. I palmi e le piante sono privi di peli e provvisti di grossi cuscinetti. La coda è circa la metà della lunghezza della testa e del corpo, finemente ricoperta di corte setole brunastre sopra e biancastre sotto. Le femmine hanno tre o quattro paia di mammelle. Sono privi di cistifellea. Il cariotipo è 2n=52 FN=52.

## Biologia

### Comportamento
È una specie parzialmente fossoria e principalmente diurna. Costruisce sistemi di tane che vengono solitamente condivise da più individui e crea sentieri nel sottobosco o su terreno morbido..

### Riproduzione
Si riproduce tra aprile e maggio. Danno alla luce 3-5 piccoli alla volta.

## Distribuzione e habitat
Questa specie è diffusa nel Brasile sud-orientale, in Paraguay e nell'Argentina nord-orientale.
Vive nelle foreste secondarie e nelle radure.

## Tassonomia
Sono state riconosciute 2 sottospecie:
- T.n.nigrita: stati brasiliani di Paraná, Santa Catarina, Rio Grande do Sul, Paraguay sud-orientale, provincia argentina nord-orientale di Misiones;
- T.n.subterraneus (Hensel, 1873): stati brasiliani di Rio de Janeiro, Espírito Santo e Minas Gerais.

La popolazione presente negli stati di Bahia e San Paolo con un differente cariotipo di 2n=50 FN=48, potrebbe appartenere ad una specie non ancora descritta.

## Conservazione
La IUCN Red List, considerato il vasto areale e la popolazione presumibilmente numerosa, classifica T.nigrita come specie a rischio minimo (Least Concern).